# South East Delhi
Der Distrikt South East Delhi (Hindi दक्षिण पूर्वी दिल्ली, englisch South East Delhi district) ist ein Distrikt des Nationalen Hauptstadtterritoriums Delhi in Indien. Er ist Teil der eine einzige Agglomeration bildenden Megastadt Delhi. Der Distrikt wurde im Jahr 2012 gegründet.

## Geographie
Der Distrikt liegt im Südosten des Hauptstadtterritoriums auf der orographisch rechten Seite des Yamuna. Er grenzt im Norden an das Stadtzentrum von Neu-Delhi, im Süden an die Stadt Faridabad im benachbarten Bundesstaat Haryana.

## Verwaltungsgliederung
Der Distrikt South East Delhi ist wie die übrigen zehn Distrikte des Hauptstadtterritoriums in drei tehsils (Subdistrikte) unterteilt, nämlich Defence Colony, Kalkaji und Sarita Vihar.

## Geschichte

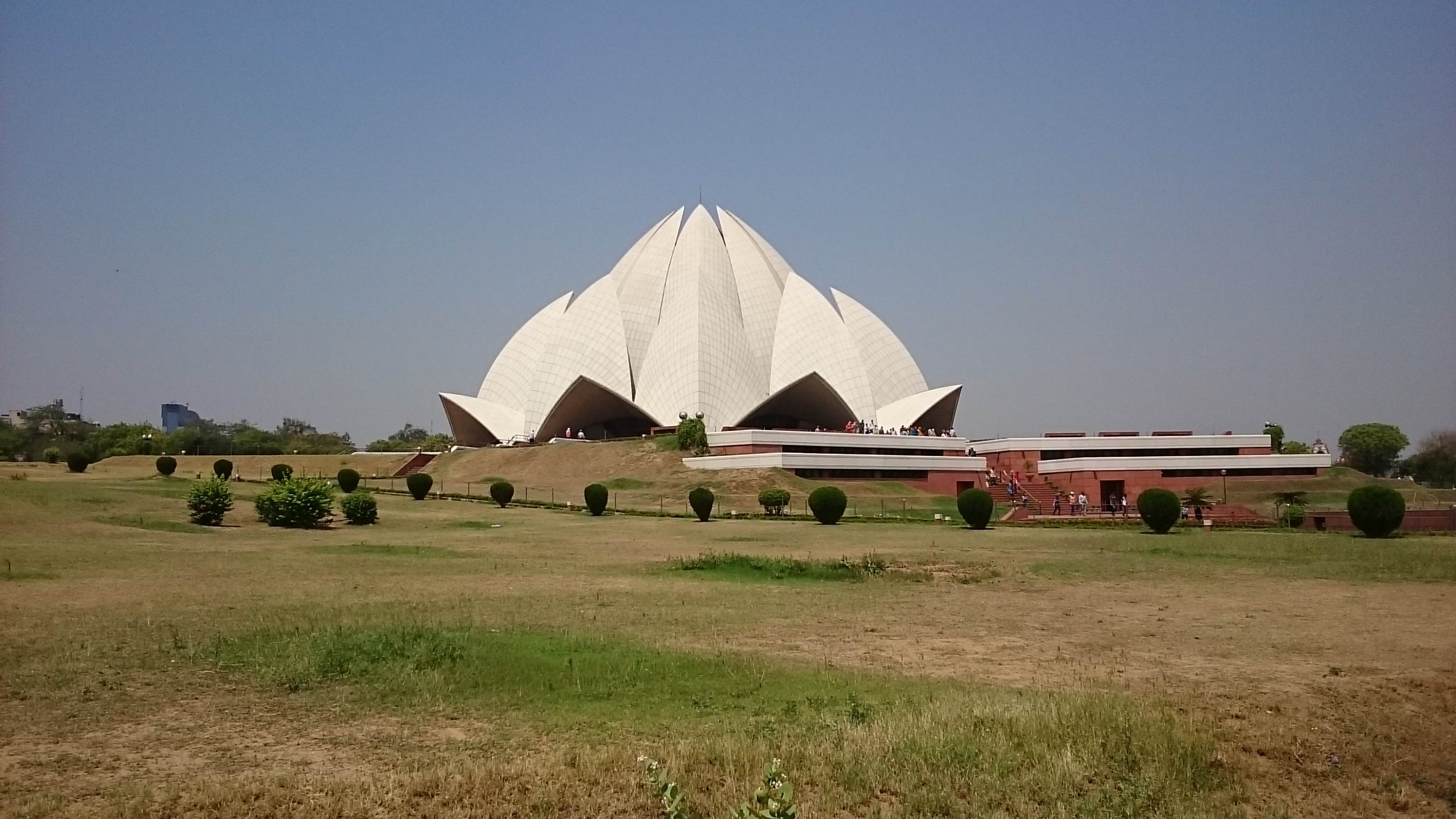
Der Lotustempel in South East Delhi

Der Distrikt South East Delhi wurde bei der Reorganisation der Distrikte Delhis im Jahr 2012 gegründet. Er entstand aus der Teilung des Distrikts South Delhi, der zuvor 247 km² groß gewesen war und bei der Volkszählung 2011 rund 2,73 Millionen Einwohner gehabt hatte.